# موسی داگنوگو
موسی داگنوگو (انگلیسی: Moussa Dagnogo؛ زادهٔ ۳۰ ژانویهٔ ۱۹۸۲) بازیکن فوتبال اهل فرانسه است.
از باشگاه‌هایی که در آن بازی کرده‌است می‌توان به باشگاه فوتبال ستاره سرخ، باشگاه فوتبال بریستول راورز، باشگاه فوتبال سنت میرن، و باشگاه فوتبال اونیائو اشاره کرد.